# فرسایش سربالایی

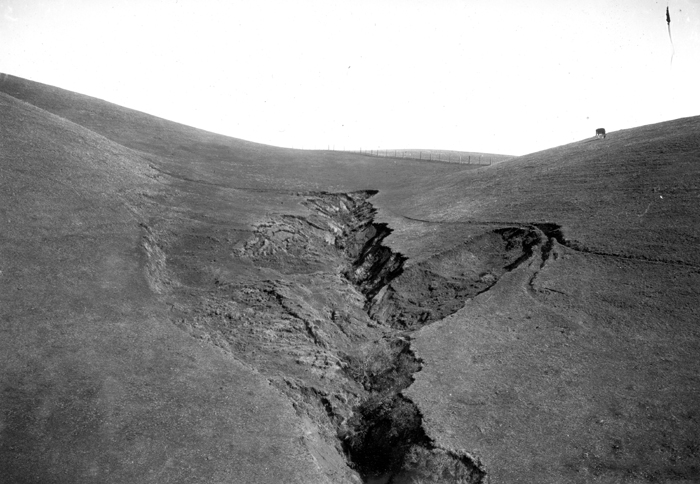
فرسایش به سمت سر در این عکس در سال ۱۹۰۶ که در نزدیکی کوه تامالپایس در شهرستان مارین، کالیفرنیا گرفته شده‌است، نشان داده شده‌است. ریزش آب‌های زیرزمینی سبب طولانی شدن این خندق تا بالای شیب می‌شود.

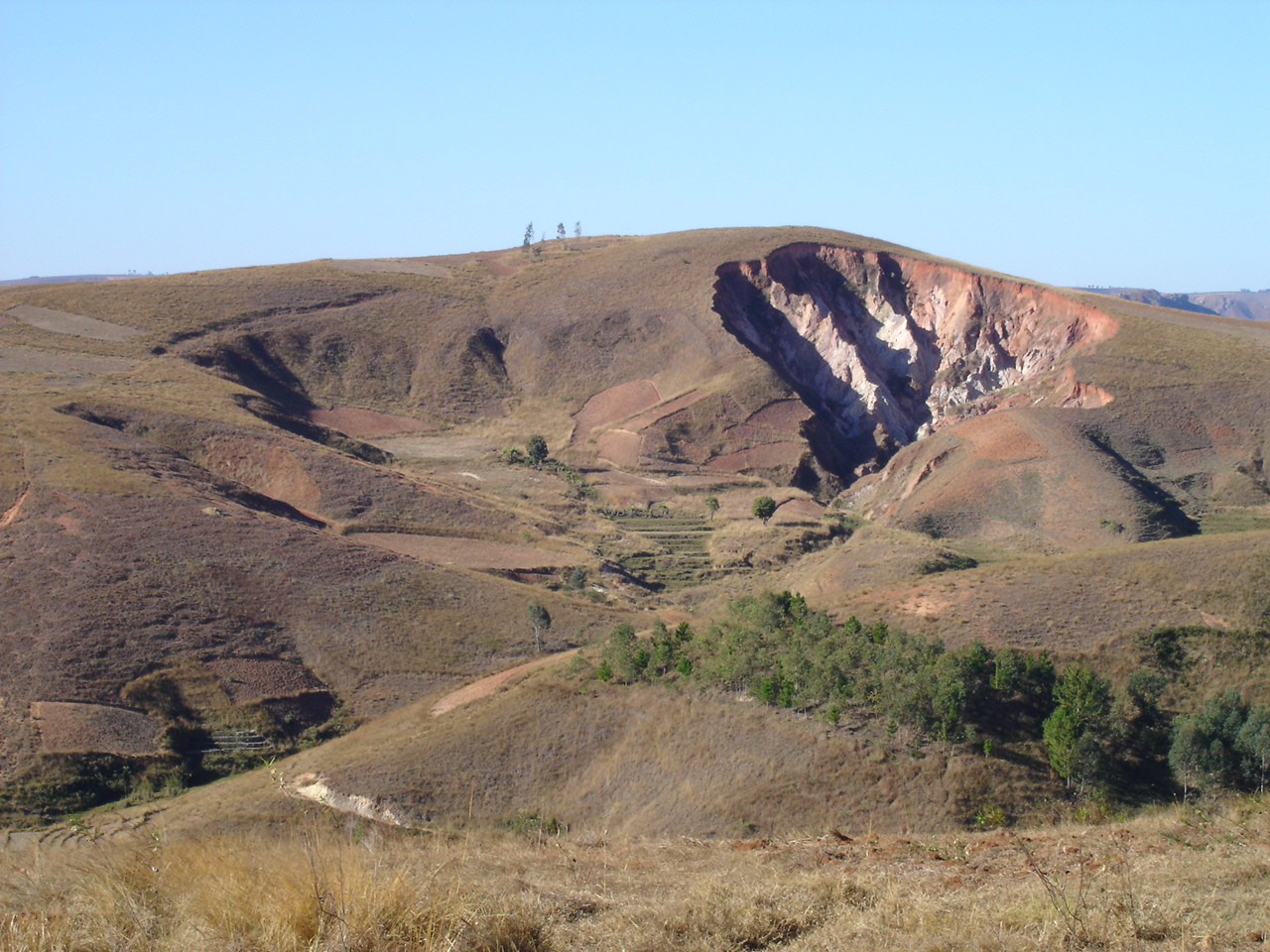
فرسایش فعال سربالایی (لاواکا) در سمت راست، با نمونه‌های قدیمی غیرفعال و تا حد زیادی پرشده در سمت چپ

فرسایش سربالایی یا فرسایش سرارود یا فرسایش سرشاخه رودخانه (به انگلیسی: Headward erosion) به فرسایش در مبدأ یک کانال جریان گویند که سبب می‌شود تا مبدأ از جهت جریان رودخانه دور شده و کانال جریان را طولانی‌تر کند. همچنین می‌تواند به پهن شدن یک دره توسط فرسایش در امتداد لبه بالایی آن اشاره داشته باشد، زمانی که ورقه‌های آب برای نخستین بار از یک سطح تقریباً مسطح بالای دره وارد دره می‌شوند، مانند پارک ملی کنیون‌لندز در یوتا. هنگامی که ورقه‌های آب روی یک سطح تقریباً مسطح برای نخستین بار وارد یک فرورفتگی می‌شوند، این کار لبه بالایی فرورفتگی را فرسایش می‌دهد. جویبار به ناچار با رشد در بالای جریان طولانی‌تر می‌شود، که منشأ آن را به عقب می‌برد، یا سبب می‌شود که دره تشکیل‌شده توسط جریان با تکرار این فرایند، گسترده‌تر شود. گشاد شدن دره از طریق فرسایش در داخل دره، و در زیر لبه بالایی کنار دره، یا در مبدأ جویبار، مانند فرسایش ناشی از جریان رودخانه، فرسایش پیش‌رونده نامیده می‌شود.